# 载漪
載漪（穆麟德轉寫：Dzai I；1856年8月26日—1922年11月24日），愛新覺羅氏，隸滿洲鑲白旗，嘉慶帝三子惇親王綿愷嗣孫，道光帝皇五子惇親王奕誴子，咸豐帝姪子，同治帝和光緒帝的堂兄弟，生母侧福晋赫舍里氏。後過繼瑞敏郡王奕誌（嘉慶帝四子瑞親王綿忻子）為嗣，1893年三十七歲為御前大臣，三十八歲襲封端郡王。義和團事變发起人之一。

## 生平
载漪是同治帝、光绪帝的堂兄弟。嫡福晋伊尔根觉罗氏是员外郎绍昌之女，生长子溥僎；继福晋博尔济吉特氏为阿拉善亲王贡桑朱尔默特之女，生次子溥儁。庶福晉趙佳氏，趙延之女。
1898年戊戌政變後。慈禧太后以光绪帝名义下旨，以其次子溥儁為同治帝嗣子。外界认为，慈禧太后其實是計劃廢黜光绪帝，史稱己亥建储，但溥儁不獲外界认可，种种因素下，慈禧被迫停止廢立計劃。1900年義和團庚子拳亂，他掌管負責京師安全的神機營，後來還一度接管了總理各国事务衙門，支持义和团。后八國聯軍入京，载漪被列在戰犯名單上，排名禍首。1902年，在多方折衝、營救之下，朝廷搶下了載漪、溥儁父子的性命，僅僅發配新疆。1917年，借张勋復辟之机，载漪才重獲自由，直至1922年去世。
雖然載漪是庚子拳亂罪魁禍首，然在中國武術史上也留下一頁：楊氏太極拳祖師楊露禪等多位著名武術家曾被其聘於府上任教，吳氏太極拳祖師全佑即為端王府侍衛出身，在載漪引薦下跟從楊露禪學習才有日後吳氏家族開宗立派。

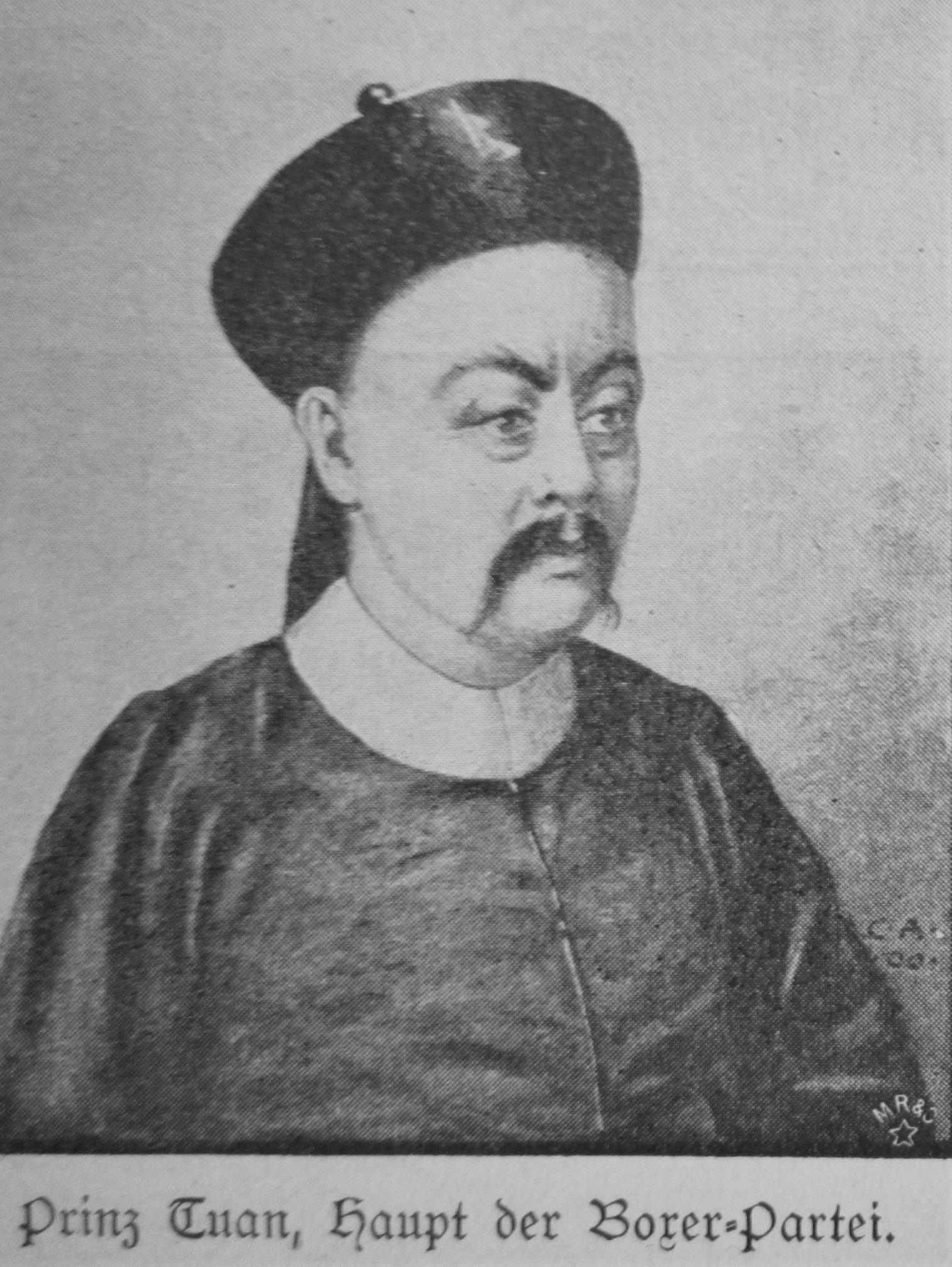
载漪画像

端郡王府遗址坐落在北京市西城区平安里西大街路北，目前是中国儿童中心（东部）和中共中央纪律检查委员会所在地。

## 影视形象
| 演員          | 作品              | 年份 | 类型   |
| 罗伯特·赫普曼 | 北京55日          | 1963 | 電影   |
| 姜南          | 倾国倾城 瀛台泣血 | 1975 | 電影   |
| 刘维斌        | 八国联军          | 1976 | 電影   |
| 李翔          | 八旗子弟          | 1987 | 電影   |
| 江图          | 满清十三皇朝      | 1992 | 電視劇 |
| 江庚辰        | 慈禧西行          | 1995 | 電視劇 |
| 鲁非          | 日落紫禁城        | 1998 | 電視劇 |
| 马子俊        | 歡喜遊龍          | 1998 | 電視劇 |
| 孙承志        | 大阿哥溥儁        | 2005 | 電視劇 |
| 侯桐江        | 庚子风云          | 2007 | 電視劇 |
| 胡渭康        | 末代御醫          | 2016 | 電視劇 |
| 石小满        | 那年花开月正圆    | 2017 | 電視劇 |